# Wyroby
Wyroby (ukr. Вироби) – wieś na Ukrainie, w obwodzie żytomierskim, w rejonie nowogrodzkim. W 2001 roku liczyła 80 mieszkańców.